# Список керівників Офісу Президента України
Керівник Офісу Президента України забезпечує діяльність Президента України. Відповідно до Закону України «Про державну службу» керівник Офісу Президента України не є державним службовцем.
Перелік осіб, які керували Офісом Президента України (інші назви — Адміністрація Президента України, Секретаріат Президента України):

### Адміністрація Президента (грудень 1991—січень 2005)
| Секретар Адміністрації Президента України (грудень 1991 — липень 1994) |            |                     |                                       |                |
| #                                                                      | Зображення | Голова              | Роки                                  | Президент      |
| 1                                                                      |            | Микола Хоменко      | 13 грудня 1991 — 15 липня 1994        | Леонід Кравчук |
| Глави Адміністрації Президента України (липень 1994 — січень 2005)     |            |                     |                                       |                |
| #                                                                      | Зображення | Голова              | Роки                                  | Президент      |
| 2                                                                      |            | Дмитро Табачник     | 21 липня 1994 — 10 грудня 1996        | Леонід Кучма   |
|                                                                        |            |                     | 10 грудня 1996 — 20 грудня 1996       | Леонід Кучма   |
| 3                                                                      |            | Євген Кушнарьов     | 20 грудня 1996 — 23 листопада 1998    | Леонід Кучма   |
|                                                                        |            |                     | 23 листопада 1998 — 25 листопада 1998 | Леонід Кучма   |
| 4                                                                      |            | Микола Білоблоцький | 25 листопада 1998 — 22 листопада 1999 | Леонід Кучма   |
| 5                                                                      |            | Володимир Литвин    | 22 листопада 1999 — травень 2002      | Леонід Кучма   |
|                                                                        |            |                     | травень 2002 — 12 червня 2002         | Леонід Кучма   |
| 6                                                                      |            | Віктор Медведчук    | 12 червня 2002 — 21 січня 2005        | Леонід Кучма   |
|                                                                        |            |                     | 21 січня 2005 — 24 січня 2005         | Леонід Кучма   |

### Секретаріат Президента (січень 2005— лютий 2010)
| Державні секретарі України (січень — вересень 2005)              |            |                    |                                  |               |
| #                                                                | Зображення | Голова             | Роки                             | Президент     |
| 7                                                                |            | Олександр Зінченко | 24 січня 2005 — 6 вересня 2005   | Віктор Ющенко |
| -                                                                |            | Іван Васюник       | 6 вересня 2005 — 7 вересня 2005  | Віктор Ющенко |
| 8                                                                |            | Олег Рибачук       | 7 вересня 2005 — 22 вересня 2005 | Віктор Ющенко |
| Голова Секретаріату Президента України (вересень — жовтень 2005) |            |                    |                                  |               |
| #                                                                | Зображення | Голова             | Роки                             | Президент     |
| 8                                                                |            | Олег Рибачук       | 22 вересня 2005 — 14 жовтня 2005 | Віктор Ющенко |
| Глави Секретаріату Президента (з жовтня 2005)                    |            |                    |                                  |               |
| #                                                                | Зображення | Голова             | Роки                             | Президент     |
| 8                                                                |            | Олег Рибачук       | 14 жовтня 2005 — 15 вересня 2006 | Віктор Ющенко |
| 9                                                                |            | Віктор Балога      | 15 вересня 2006 — 19 травня 2009 | Віктор Ющенко |
| 10                                                               |            | Віра Ульянченко    | 19 травня 2009 — 24 лютого 2010  | Віктор Ющенко |

### Адміністрація Президента (лютий 2010— червень 2019)
| Глави Адміністрації Президента України (лютий 2010 — червень 2019) |            |                   |                                 |                           |
| #                                                                  | Зображення | Голова            | Роки                            | Президент                 |
| 11                                                                 |            | Сергій Льовочкін  | 25 лютого 2010 — 17 січня 2014  | Віктор Янукович           |
| 12                                                                 |            | Андрій Клюєв      | 24 січня 2014 — 26 лютого 2014  | Віктор Янукович           |
| -                                                                  |            | Олег Рафальський  | 26 лютого 2014 — 5 березня 2014 | Олександр Турчинов (в.о.) |
| -                                                                  |            | Сергій Пашинський | 5 березня 2014 — 10 червня 2014 | Олександр Турчинов (в.о.) |
| 13                                                                 |            | Борис Ложкін      | 10 червня 2014 — 29 серпня 2016 | Петро Порошенко           |
| 14                                                                 |            | Ігор Райнін       | 29 серпня 2016 — 19 травня 2019 | Петро Порошенко           |
| 15                                                                 |            | Андрій Богдан     | 21 травня 2019 — 25 червня 2019 | Володимир Зеленський      |

### Офіс Президента України (з червня 2019)
| Керівники Офісу Президента (з червня 2019) |            |               |                                 |                      |
| #                                          | Зображення | Голова        | Роки                            | Президент            |
| 15                                         |            | Андрій Богдан | 25 червня 2019 — 11 лютого 2020 | Володимир Зеленський |
| 16                                         |            | Андрій Єрмак  | з 11 лютого 2020                | Володимир Зеленський |